# Список умерших в 697 году

## Дата смерти неизвестна или требует уточнения
- Ансоальд, епископ Пуатье (674/676 — ок. 697).
- Гугоберт — сенешаль короля Франкского государства Хлодвига IV (693), дворцовый граф короля Хильдеберта III (697).
- Марин и Аниан — европейские христианские священномученики, казнённые «вандалами» в 697 году в Иршенберге в современной Баварии (Германия).
- Острита — королева Мерсии, жена короля Этельреда I.
- Таран — король пиктов (693—697).
- Ферхар II — король гэльского королевства Дал Риада (676—697).
- Эохайд II — король гэльского королевства Дал Риада (697).